# Richard Hellmich
Richard Hellmich (* 12. Juni 1886 in Posen; † 27. Juli 1944 bei Elefsina, Griechenland) war ein deutscher Offizier, postum zum Generalmajor der Wehrmacht befördert.

## Leben
Richard Hellmich trat als Freiwilliger am 3. Oktober 1905 in das Fußartillerie-Regiment 2 ein. Am 22. März 1915 wurde er ohne Patent zum Feuerwerksleutnant befördert und erhielt das Patent am 18. April 1915.
Hellmich wurde, später Waffenoffizier (W), in die Reichswehr übernommen und dort folgte am 1. Juli 1934 seine Beförderung zum Oberstleutnant (W).
Ab 6. Oktober 1936 war er Unterrichtsleiter an der Heeresfeuerwerkerschule in Berlin-Lichterfelde. Am 28. Oktober 1939 wurde er Kommandeur des Feldzeugstabs D und war ab 3. September 1940 Vorstand des Heereszeugamtes Güstrow. In dieser Position wurde er am 1. September 1941 zum Oberst (W) befördert. Als Feldzeug-Inspekteur der Heeresgruppe F wurde Hellmich ab 16. September 1943 eingesetzt. Er wurde Ende Juli 1944 in Griechenland von Partisanen erschossen und wurde nachträglich zum 1. Juli 1944 zum Generalmajor befördert.